# فلورين شتيفان
فلورين شتيفان (بالرومانية: Florin Ștefan)‏ هو لاعب كرة قدم روماني في مركز الدفاع، ولد في 9 مايو 1996 في سلاتينا في رومانيا. شارك مع منتخب رومانيا تحت 21 سنة لكرة القدم. أما مع النوادي، فقد لعب مع Sepsi OSK Sfântu Gheorghe ‏.

## وصلات خارجية
- فلورين شتيفان على موقع الاتحاد الأوربي (الإنجليزية)
- فلورين شتيفان على موقع قاعدة بيانات كرة القدم.إي يو (الإنجليزية)
- فلورين شتيفان على موقع ناشيونال فوتبول تيمز (الإنجليزية)
- فلورين شتيفان على موقع Soccerway.com (الإنجليزية)
- فلورين شتيفان على موقع أوليمبيديا (الإنجليزية)
- فلورين شتيفان على موقع اللجنة الأولمبية الرومانية (الرومانية)